# Hydrallmania franciscana
Hydrallmania franciscana is een hydroïdpoliep uit de familie Sertulariidae. De poliep komt uit het geslacht Hydrallmania. Hydrallmania franciscana werd in 1857 voor het eerst, als Plumularia franciscana, wetenschappelijk beschreven door Trask.